# Atypus minutus
Espèce
Synonymes
- Atypus minuta Lee, Lee, Yoo & Kim, 2015

Atypus minutus est une espèce d'araignées mygalomorphes de la famille des Atypidae.

## Distribution
Cette espèce est endémique de Corée du Sud.

## Publication originale
- Lee, Lee, Yoo & Kim, 2015 : A new species of the genus Atypus Latreille, 1804 (Araneae: Atypidae) from Korea. Zootaxa, no 3915 (1), p. 139-142.